# 佐久間英夫
佐久間英夫（さくまひでお）は1967年（昭和42年）生まれの日本の音楽ライター、ミュージシャン、DJ、レコード店経営者、およびレコードレーベル主催者。関わる音楽ジャンルはいずれもテクノで、主にダンスフロア向けのミニマルテクノを手がける。

## 経歴
1990年代初頭の、日本においてテクノミュージックのシーンが形勢されつつある頃にシスコレコードに勤務しており、主にテクノ関連のCD、レコードを担当していた。シーンの拡大とともにシスコテクノ店の店長に就くとともに、音楽ライターとして、当時元人生の山本圭三が編集長を行い、テクノ関連に力を入れていたテレビブロスにて連載を持つようになった。
シスコテクノ店店長時代に、金森達也と共にレコードレーベルサブボイスを立ち上げた。その後自身も独立してテクノ専門のレコードショップ、テクニークを立ち上げた。
また、自身もサブボイスからDJ ZANK名義でアーティスト活動を行い、更にサブボイスとは別にU7というレーベルを立ち上げている。リリースする楽曲はDJユースを前提としており、ジェフ・ミルズなどのDJ MIX作品にも収録されている。

## 著書
- テクノ・ディスク・ガイド（1997年10月出版）ISBN 4845711591
- テクノのススメ（1999年9月出版） ISBN 4938339501
- CDで聴くクラブ・ミュージック（2002年6月出版） ISBN 4860200306

## ディスコグラフィー

### シングル
- Against Interpretation Ep
- Chibullian
- Badonians
- Icarusians
- Pedanians
- Back Strech Ep
- Pittians